# بازی ویدئویی پهلو-پیمایش

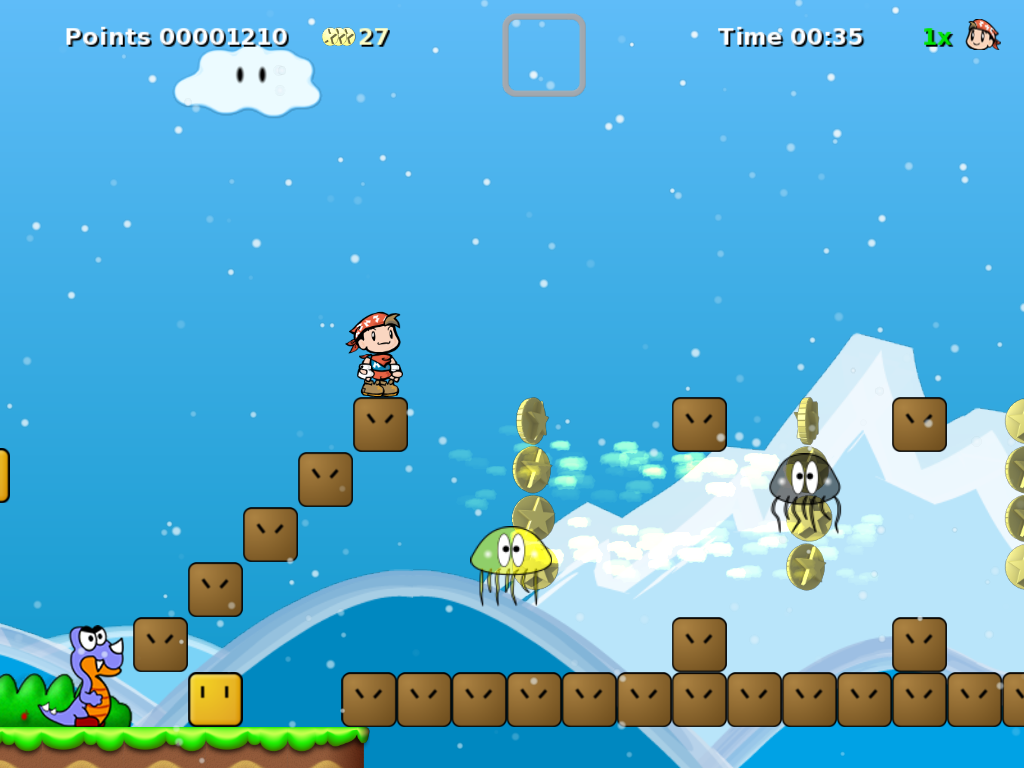
یک نمونه بازی پهلو-پیمایش

بازی ویدئویی پهلو-پیمایش (به انگلیسی: Side-scrolling video game) یک بازی ویدئویی است که در آن گیم پلی از زاویه دوربین جانبی مشاهده می‌شود و با حرکت شخصیت بازیکن به چپ یا راست، صفحه با آن حرکت می‌کند. این بازی‌ها از فناوری صفحه نمایش رایانه استفاده می‌کنند. انتقال از گرافیک‌های تک صفحه یا تلنگر به حالت پیمایشی، در دوران طلایی بازی‌های ویدئویی آرکید و در طول کنسول‌های نسل سوم، یک جهش اساسی در طراحی بازی محسوب می‌شود که قابل مقایسه با انتقال به سمت گرافیک رایانه‌ای سه‌بعدی در طول نسل پنجم کنسول‌ها است.

## استفاده از پهلو-پیمایش
استفاده از قالب پهلو پیمایش در ژانر سکوبازی معمول است. بازی‌های سکوبازی شامل بازی‌های اکشن هستند که دارای اِلمان‌های پرش، صعود و دویدن در سطوح مختلف است. برادران سوپر ماریو (۱۹۸۵) یکی از معروف‌ترین بازی پهلو-پیمایش محسوب می‌شود.
فرمت پهلو-پیمایش در بین بازی‌های بیتم آپ نیز محبوب است، مانند سری محبوب Battletoads. پهلو-پیمایش گاهی در بازی‌های ویدئویی نقش‌آفرینی مانند Bookworm Adventures Deluxe یا بازی کره ای Montaro نیز استفاده شده‌است. اغلب در بازی‌های بیتم آپ، صفحه نمایش به یک نقطه خاص حرکت می‌کند و سپس متوقف می‌شود و نیاز به شکست دشمنان روی صفحه قبل از حرکت دارد.
یکی دیگر از کاربردهای دیگر قالب پهلو-پیمایش در ژانر تیراندازی است که با بازی‌هایی مانند R-type و Jets'n'Guns عرضه شده‌است. در این سبک، بازیکن معمولاً با یک سفینه شروع می‌کند که از چپ به راست پرواز می‌کند که بازیکن با به دست آوردن یک سری مهارت و ارتقا، با دشمنان بزرگ‌تر روبه رو می‌شود. این ژانر ریشه در بازیهایی مانند Defender دارد.
در بازی‌های ویدئویی پهلو-پیمایش، اغلب صفحه به دنبال سرعت و جهت شخصیت به جلو حرکت می‌کند و می‌تواند به عقب به قسمت‌هایی که قبلاً بازیکن بازدید کرده، نیز حرکت کند. در سایر بازی‌ها یا مراحل، صفحه فقط رو به جلو حرکت می‌کند نه به عقب، بنابراین هنگامی که چیزی از پشت صفحه خارج شد دیگر نمی‌توان به آن بازگشت. برخی از بازی‌ها دارای مراحلی هستند که در آن صفحه به تنهایی با سرعت ثابت به جلو حرکت می‌کند و بازیکن باید با صفحه همگام باشد و سعی کند از موانع جلوگیری کرده و قبل از اینکه صفحه از صفحه خارج شود امتیاز جمع‌آوری کند. صفحه نمایش بازی‌هایی مانند R-type اغلب به خودی خود به این ترتیب پیمایش می‌کند. سری ماریو از هر سه روش مختلف برای پهلو-پیمایش استفاده کرده‌است.
در بیشتر موارد، صفحه یک بازی ویدئویی پهلو-پیمایش، همراه با شخصیت بازیکن پیمایش می‌کند و سعی می‌کند بازیکن را نزدیک مرکز صفحه نگه دارد. سایر بازی‌ها با حرکت شخصیت صفحه را تنظیم می‌کنند و شخصیت را در جهت مخالف حرکت قرار می‌دهند و فضای بیشتری را در جلوی شخصیت نشان می‌دهند تا پشت.